# Брягово (Хасковська область)
Бря́гово (болг. Брягово) — село в Хасковській області Болгарії. Входить до складу общини Хасково.

## Населення
За даними перепису населення 2011 року у селі проживали 462 особи.
Національний склад населення села:
| Національність   | Кількість осіб | Відсоток |
| ---------------- | -------------- | -------- |
| цигани           | 251            | 61,7%    |
| болгари          | 153            | 37,6%    |
| турки            | 0              | 0%       |
| інша             | 3              | 0,7%     |
| не визначились   | 0              | 0%       |
| Всього відповіли | 407            |          |

Розподіл населення за віком у 2011 році:
Динаміка населення: